# 姜树森
姜树森（1930年—2020年8月4日），女，黑龙江肇源人，中国电影导演，长春电影制片厂导演。代表作有《残雪》、《花园街五号》等。